# Melaloncha sinistra
Melaloncha sinistra är en tvåvingeart som beskrevs av Borgmeier 1971. Melaloncha sinistra ingår i släktet Melaloncha och familjen puckelflugor. Inga underarter finns listade i Catalogue of Life.